# Carles Jardí i Pinyol
Carles Jardí Pinyol (Tivissa, Ribera d'Ebre, 13 de març de 1957) és un escriptor, catedràtic d'educació física i diploma en estudis avançats.Va rebre el Premi Baldiri Reixac (1987), ex aequo per l'obra L'activitat física i el funcionament del cos humà.

## Obra
És autor de poemaris i diversos llibres d'assaig:
- Toc de lluna. Edicions del Sud, 2021. ISBN 978-84-123668-0-8
- Acarono la vida. Ed. Neopàtria, 2019. ISBN 978-84-17464-55-4
- L'activitat física i el funcionament del cos humà. (amb Joan Rius i Sant), Ed. EUMO, 1988[3]
- 1000 ejercicios con material alternativo. (amb Joan Rius i Sant), Editorial Paidotribo. ISBN 84-86475-53-8. 1991
- Jugar en el agua. Actividades acuáticas infantiles (castellà), 2001[4]
- Movernos en el agua. Ed. Paidotribo. ISBN 84-8019-268-2, 2002.
- Les golfes de pagès (de Tivissa i la seva muntanya) (amb Domènec Jardí i Pagès), 2009[5][6]
- A Tivissa canten missa... Records de fets i costums religiosos. Ed. Cossetània- ISBN 84-95684-88-8, 2002.
- Dama callada, conte curt destacat al II Premi TINET de narrativa curta per Internet i publicat al recull L’angoixa del retratista i altres contes (Cossetània, 1998)[7]
- La Punyalada, conte curt destacat al I Premi TINET de narrativa curta per Internet i publicat al recull L'estiu d'Ulisses i altres contes (Cossetània, 1997)[8]